# Vigh László (politikus)
Vigh László Győző (Nagykanizsa, 1961. november 3. – ) magyar andragógus, politikus; 2006. május 16. óta a Fidesz – Magyar Polgári Szövetség országgyűlési képviselője.

## Életrajz

### Tanulmányai és szakmai pályafutása
Általános iskolai tanulmányait Felsőrajkon, majd Pacsán végezte el. A zalaegerszegi Ganz Ábrahám Gépészeti és Közlekedési Szakközépiskolában végzett autóvillamossági műszerészként. 1982–1986 között a Tungsram nagykanizsai fényforrásgyáránál, majd 1986-tól a Gelsei Gazdálkodók Szövetkezeténél dolgozott. 2010-ben a Pécsi Tudományegyetem Felnőttképzési és Emberi Erőforrás Fejlesztési Karának andragógia szakán diplomázott.

### Politikai pályafutása
1994 és 2014 között Felsőrajk polgármestere.
2002–2006 között a Zala Megyei Közgyűlés tagja, a megyei közgyűlés Kulturális Bizottságának elnöke volt.
2006. május 16. óta a Fidesz – Magyar Polgári Szövetség országgyűlési képviselője a Zala vármegyei (2022-ig: megyei) 1. számú országgyűlési egyéni választókerületben.
2006. május 30. és 2014. május 5. között a Önkormányzati és területfejlesztési bizottság tagja. 2014. május 6. óta az Igazságügyi bizottság tagja.
2014. május 6. és 2014. július 3. között a Fidesz – Magyar Polgári Szövetség frakcióvezető-helyettese.